# Atlantosaurus
Atlantosaurus montanus
Genre
Espèce
Synonymes
- † Titanosaurus montanus Marsh, 1877 (déjà occupé)

Atlantosaurus (parfois orthographié Atlantaurus) est un genre éteint de très grands dinosaures sauropodes du Jurassique supérieur, rattaché généralement à la famille des diplodocidés, mais considéré comme douteux (nomen dubium), voire comme un synonyme probable d'Apatosaurus ajax,.
C'est le premier dinosaure décrit (1877) pendant la tristement célèbre guerre des os du XIXe siècle entre les paléontologues américains Othniel Charles Marsh et Edward Drinker Cope. 
Une seule espèce a été décrite, Atlantosaurus montanus, par Othniel Charles Marsh en 1877, après l'avoir nommé  Titanosaurus montanus, un nom déjà occupé.

## Étymologie
C'est le professeur Othniel Charles Marsh (1831-1899) qui nomma ce dinosaure Atlantosaurus, en rapport au dieu grec Atlas, associé au grec ancien « saûros » qui signifie « lézard » pour donner « lézard d'Atlas » en raison de sa grande taille.

## Description
Ce dinosaure herbivore de 23 mètres de long ressemble au genre Diplodocus. Il vécut au Jurassique supérieur, il y a environ 150 Ma (millions d'années), en Amérique du Nord où il a été découvert dans la formation de Morrison au Colorado.
Il a été un des premiers sauropodes à montrer la pneumatisation des vertèbres des sauropodes.

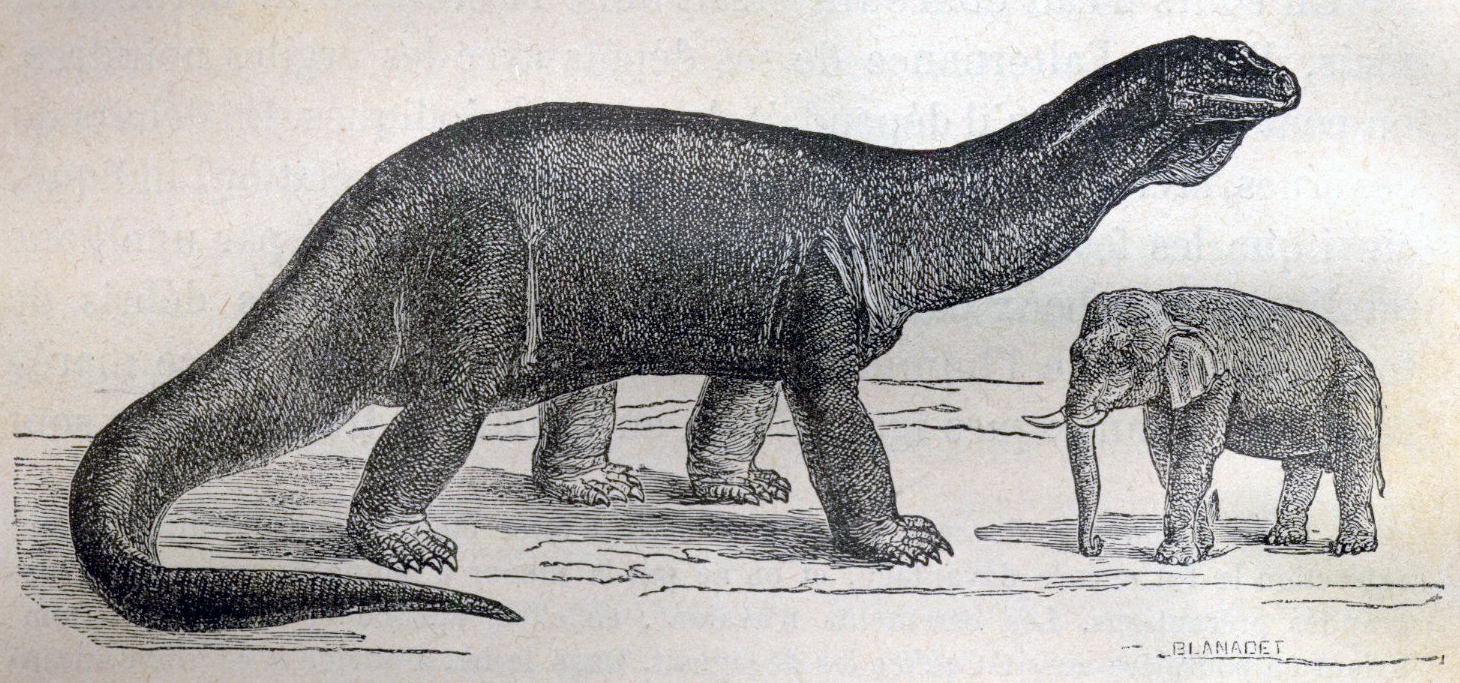
Dessin d'Atlantosaurus comparé à un éléphant de Nicolas Camille Flammarion dans "Le Monde avant la création de l’homme", (1886).

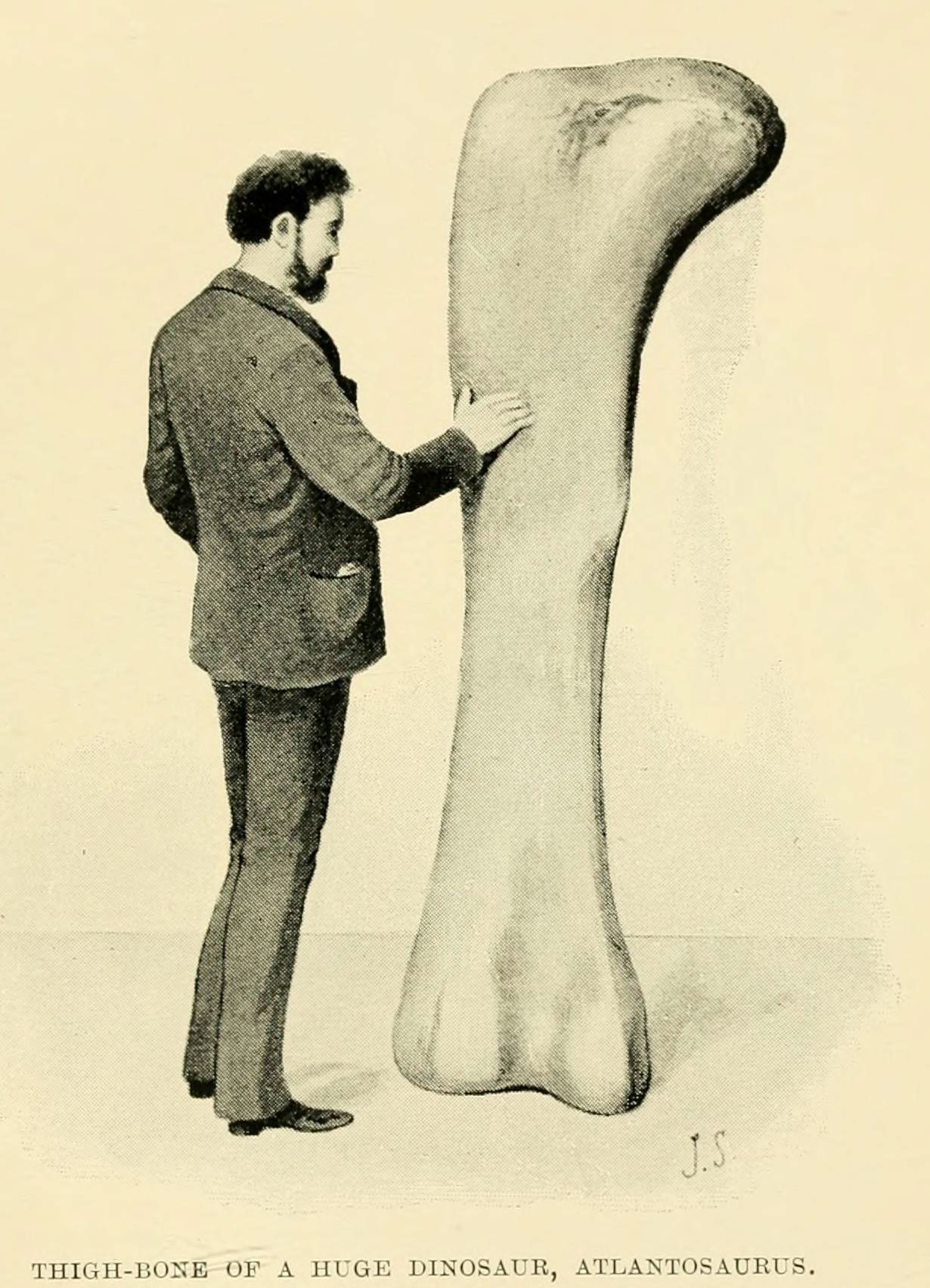
Moulage d'un fémur d'Atlantosaurus. au Musée d'histoire naturelle de Londres, Londres. Longueur : 1.88 mètre.